# Dicranomyia laterospina
Dicranomyia laterospina är en tvåvingeart som beskrevs av Alexander 1924. Dicranomyia laterospina ingår i släktet Dicranomyia och familjen småharkrankar. Inga underarter finns listade i Catalogue of Life.